# Midway South
Midway South est une census-designated place située dans le comté de Hidalgo, dans l’État du Texas, aux États-Unis. Sa population s’élevait à 2 239 habitants lors du recensement de 2010.